# Büttenhardt
Büttenhardt är en ort och kommun i kantonen Schaffhausen, Schweiz. Kommunen hade 419 invånare (2023).